# Governor Phillip Tower
Governor Phillip Tower je mrakodrap v australském Sydney. Postaven byl podle návrhu, který vypracovala firma Denton Cocker Marshall. Má 54 podlaží a výšku 227 m (anténa se nepočítá). Výstavba probíhala v letech 1990–1993 a její náklady byly 300 milionů dolarů.